# Dioctria laeta
Dioctria laeta är en tvåvingeart som beskrevs av Friedrich Hermann Loew 1860. Dioctria laeta ingår i släktet Dioctria och familjen rovflugor. Inga underarter finns listade i Catalogue of Life.